# اورلاندو سوارز
اورلاندو سوارز (انگلیسی: Orlando Suárez؛ زادهٔ ۲۱ نوامبر ۱۹۷۹) بازیکن سابق فوتبال اهل اسپانیا است که در پست مهاجم بازی می‌کرد.
وی همچنین در تیم ملی فوتبال جزایر قناری بازی کرده‌است.